# Mount Abbot
Mount Abbot – szczyt w USA, w środkowej części stanu Kalifornia, położony 30 km na zachód od miasta Bishop na granicy hrabstw Inyo i Fresno. Jest to jeden z wyższych szczytów w centralnej części łańcucha głównego gór Sierra Nevada. Obecną nazwę szczytowi nadano w 1873 roku na cześć amerykańskiego podróżnika i odkrywcy Henry'ego Larcoma Abbota.